# Tombe de Gosashi

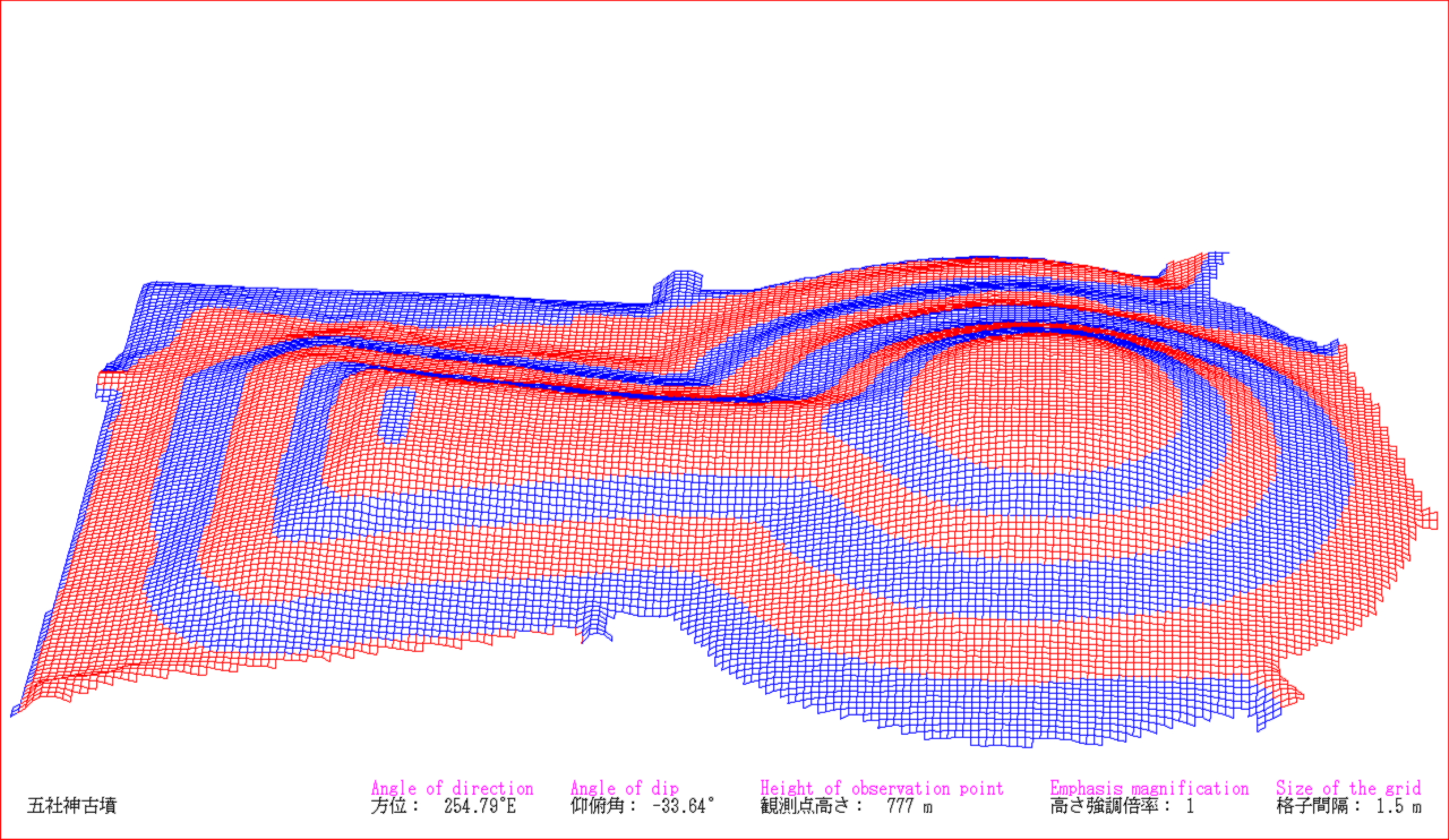
La tombe de Gosashi en 3D.

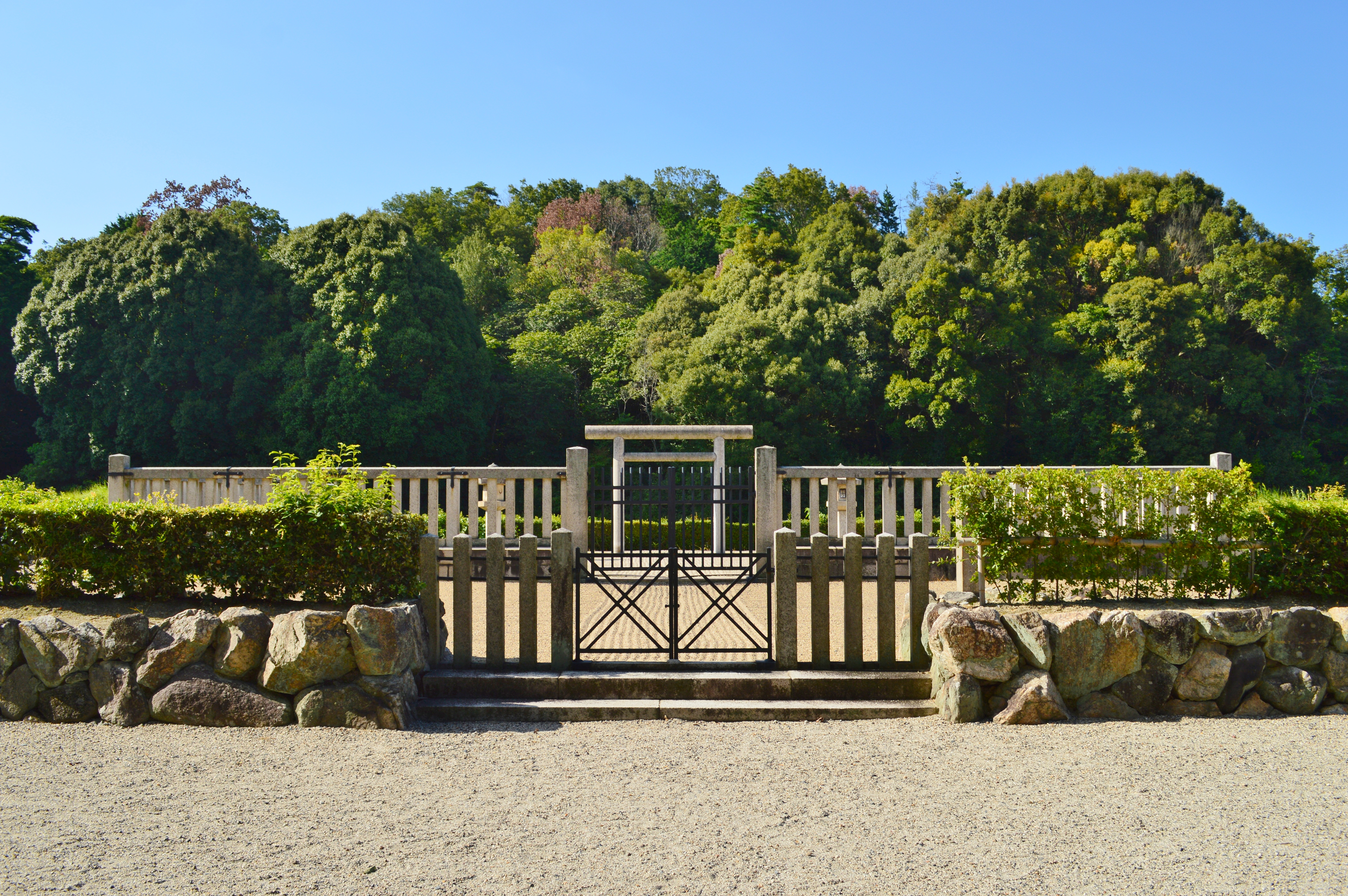
Entrée de la tombe.

La tombe de Gosashi est un kofun censé être la sépulture de l'impératrice Jingū, qui dirigea le Japon comme régente, situé dans la préfecture de Nara.

## Histoire
En 1976, le Japon interdit aux archéologues étrangers de venir fouiller sur le site de la tombe de Gosashi qui serait supposément la sépulture de l'impératrice Jingū (datant du IIIe siècle ap. J.C selon la mythologie du Kojiki[réf. souhaitée]). En 2008, le Japon autorise la venue d'archéologues étrangers mais sous surveillance et avec un accès limité et la communauté internationale ne comprend toujours pas les raisons de cette période d'interdiction. La gazette de la Société géographique nationale rapporte qu'au Japon « l'agence conserve restreint l'accès aux tombes, ce qui alimente les rumeurs que les fonctionnaires craignent que des fouilles ne révèlent des liens de sang entre la « pure » famille impériale et la Corée ou que certaines tombes ne contiennent aucuns restes royaux du tout ». L'examen met au jour des haniwa, des figures en terre cuite.